# Якутська воєводська канцелярія

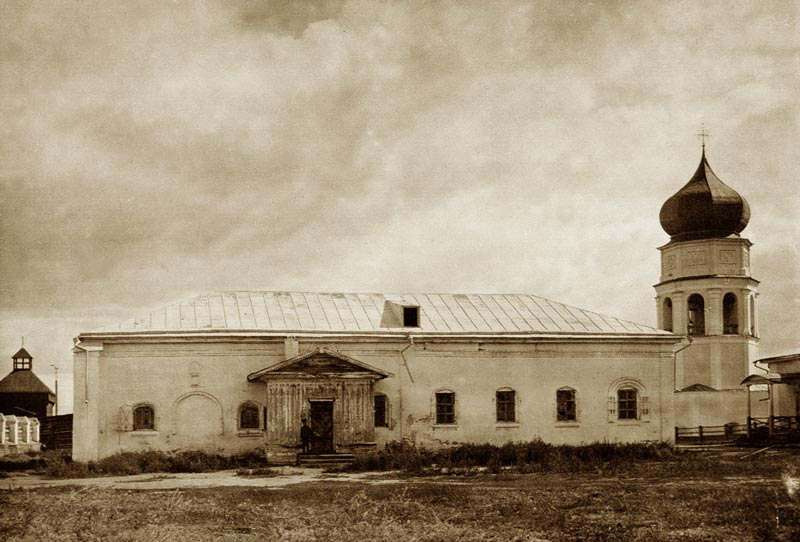
Загальний вигляд канцелярії

Якутська воєводська канцелярія — перша кам’яна будівля Якутська. Збудована в 1707 (1708) р. при воєводах Шишкіних. Являла собою невелику одноповерхову будівлю, спорудженою з цегли на бутово-стрічковому фундаменті. В канцелярії знаходилася комора і архів воєводської адміністрації. У 1980-х роках будівля була розібрана. Знаходилась поряд зі Свято-Троїцьким кафедральним собором.